# Silanus
Silanus é uma comuna italiana da região da Sardenha, província de Nuoro, com cerca de 2.391 habitantes. Estende-se por uma área de 48 km², tendo uma densidade populacional de 50 hab/km². Faz fronteira com Bolotana, Bortigali, Dualchi, Lei, Noragugume.

## Demografia
| Variação demográfica do município entre 1861 e 2011                               |
|                                                                                   |
| Fonte: Istituto Nazionale di Statistica (ISTAT) - Elaboração gráfica da Wikipedia |